# Anna Funck
Anna Funck (* 1980 in Lübeck) ist eine deutsche Journalistin, Fernsehmoderatorin und Bestseller-Autorin. Sie moderierte unter anderem den MDR-Sachsenspiegel und verschiedene Sendungen im MDR-Fernsehen, bis sie für einen Automobilhersteller eine weltweite Fernsehsendung übernahm.

## Leben und Wirken
Nach ihrem Abitur studierte Funck Journalismus und Medienkommunikation in Hamburg. Erste journalistische Erfahrungen sammelte sie bei Sat.1 und Axel Springer. Nach einem Moderations- und Redaktionsvolontariat bei RTL Nord arbeitete sie als Moderatorin für „Guten Abend RTL“ Hessen und Niedersachsen und war für „Guten Abend RTL“ Hamburg und Schleswig-Holstein als Wetter-Reporterin im Einsatz. Parallel dazu moderierte sie SNEAK, das Kinomagazin, für stern.de.
Nach vier Jahren RTL erfolgte der Wechsel zum MDR-Fernsehen: Dort moderierte Funck unter anderem den Sachsenspiegel und Sondersendungen wie die zwölfteilige Sendereihe „Wir sind überall“ für die ARD, die Sondersendungen „Semperopernball 2009“ und die Oldtimer-Rallye Sachsen Classic „Luxus auf vier Rädern“. Für den MDR begrüßte sie auch prominente Gäste der Semperoper. Parallel moderierte sie ein Weltformat für einen der größten Automobilhersteller Deutschlands. Außerdem arbeitete sie als Gala- und Eventmoderatorin.
Als 2015 ihre Mutter verstarb, fing Anna Funck an, über ihren Umgang mit der Trauer zu schreiben. Der Ratgeber Mama ist tot. Und jetzt?, ist ein Trauerbuch, das sich dem Thema mit Humor und Realismus nähern möchte.
Im Januar 2019 erschien ihr zweites Buch. Egal, ich ess das jetzt! soll ein humorvoller Selbstversuch sein, bei dem Funck viele Ernährungstrends testet. Das Buch erschien im Droemer-Knaur-Verlag, auch als Hörbuch. Das Buch kam in die Spiegel-Bestseller-Liste. 
Ihr drittes Buch, Heute nicht! Wer gute Ausreden hat, braucht kein schlechtes Gewissen zu haben (ebenfalls Droemer-Knaur), widmet sich den Themen Stress, Zwänge und Gesellschaftsoptimierung. Es ist ebenfalls als Hörbuch erschienen. Sprecherin ist die Schauspielerin Edda Fischer.
Funcks viertes Buch, Erleuchtung to go – Ein Wohlfühlbuch für Nicht-Spirituelle, erschien bei Topicus und als Hörbuch bei Audible. 
Ihr fünftes Buch mit Vanessa Blumhagen "Gesund, stark, schön" war sieben Wochen in den Top Ten der Spiegel-Bestsellerliste. Danach veröffentlichen die beiden Bestseller-Autorinnen einen gemeinsamen Adventskalender. 
2021 stellte Anna Funck in Kooperation mit Karls Erlebnis-Dörfern unter der Bezeichnung „Anna liest …“ in wöchentlichen Live-Sendungen ihre Bücher vor und las Auszüge daraus.
Anna Funck ist verheiratet und hat drei Kinder.

## Werke
- Mama ist tot. Und jetzt?, Verlag Herder 2018, ISBN 978-3-451-81285-9.
- Egal, ich ess das jetzt!, Verlag Droemer Knaur, München 2019, ISBN 978-3-426-78967-4.
- Heute nicht! Wer gute Ausreden hat, braucht kein schlechtes Gewissen, Verlag Droemer Knaur, München 2020, ISBN 978-3426789797.
- Erleuchtung to go – Ein Wohlfühlbuch für Nicht-Spirituelle, Topicus 2020, ISBN 978-2496703665